# Bartoszewice (województwo wielkopolskie)
Bartoszewice – wieś w Polsce położona w województwie wielkopolskim, w powiecie rawickim, w gminie Jutrosin.

## Historia
Miejscowość pierwotnie związana była z Wielkopolską. Ma metrykę średniowieczną i istnieje co najmniej od początku XV wieku. Wymieniona pierwszy raz w łacińskim dokumencie z 1470 jako Barthosewicze, 1502 Maior Barhoszewycze, 1510 Barthoscheuicze Maior, 1523 Maius Bartoschewicze, 1563 Barthossowicze Maior.
Wieś była własnością szlachecką należącą do lokalnej szlachty wielkopolskiej z rodu Bnińskich, Kołackich oraz Bartoszewskich, którzy od nazwy wsi przyjęli swoje odmiejscowe nazwisko. W 1470 leżała w powiecie kościańskim Korony Królestwa Polskiego.W 1510 miejscowość leżała w parafii Jutrosin.
W 1470 kasztelan kamieński Andrzej Bniński, syn Jana Bnińskiego kasztelana międzyrzeckiego, w działach rodzinnych otrzymał dobra Borek w powiecie pyzdrskim, do których należały m.in. Bartoszewice oraz połowa Zalesia w powiecie kościańskim. W 1471 Andrzej zapisał swojej żonie Małgorzacie 400 grzywien wiana na Bartoszewicach oraz na wsiach w powiecie pyzdrskim: Smolicach, Zdziętawach i Bąkowie. Wieś odziedziczył po nim syn Jan Bniński, który w działach z bratem i z bratankami otrzymał 1/3 dóbr Borek, w tym m.in. całą wieś Bartoszewice. Na dobrach tych zapisał swojej żonie Ludmile, córce Zygmunta Korzbok z Milicza, po 600 złotych węgierskich posagu i wiana. W 1507 sprzedał on Bartoszewice z prawem odkupu Dorocie, córce Świętosława Komorskiego, żonie Bartosza Kołackiego, za 100 grzywien. W 1510 Kołacki posiadał Bartoszewice w zastawie od pana Kamieńskiego. We wsi było wówczas 5 łanów osiadłych, 12 łanów opustoszałych częściowo uprawianych, jeden zagrodnik, karczmarz oraz sołectwo mające 2 łany osiadłe. W 1523 utworzono granicę ze wsią Bartoszewice Małe.
Wieś odnotowały historyczne rejestry podatkowe. W 1530 we wsi miał miejsce pobór podatków z 3 łanów. W 1535 odnotowano zaległy pobór z połowy łana opuszczonego. W 1563 pobór odbył się z 7,5 łana. W 1566 pobór od 8,5 łana oraz od 3 zagrodników. W 1580 pobór od 6 łanów, dwóch zagrodników, dwóch komorników, 30 owiec oraz wiatraka.
W wyniku II rozbioru Rzeczypospolitej w 1793, miejscowość przeszła w posiadanie Prus i jak cała Wielkopolska znalazła się w zaborze pruskim. W okresie Wielkiego Księstwa Poznańskiego (1815–1848) miejscowość wzmiankowana jako Bartoszewice należała do wsi większych w ówczesnym pruskim powiecie Kröben (krobskim) w rejencji poznańskiej. Bartoszewice należały do okręgu jutroszyńskiego tego powiatu i stanowiły odrębny majątek, którego właścicielem był wówczas (1846) Muller. Według spisu urzędowego z 1837 roku Bartoszewice liczyły 158 mieszkańców, którzy zamieszkiwali 19 dymów (domostw).
W latach 1975–1998 miejscowość administracyjnie należała do województwa leszczyńskiego.